# Ferdinand 1. af Aragonien
Ferdinand 1. (27. november 1380–2. april 1416) var konge af Aragonien fra 1412 til 1416. Han var også regent i Castilien fra 1406 til 1416.
Han var en yngre søn af kong Johan 1. af Kastilien og Eleonora af Aragonien. I 1406 afslog han et tilbud om at blive konge af Kastilien efter sin ældre bror kong Henrik 3.'s død. I stedet førte han med held regeringen som regent for sin brodersøn Johan 2. under dennes mindreårighed. I 1412 valgte Aragoniens cortes ham til konge af Aragonien. Han besejrede i 1413 Jakob 2. af Urgel, en prætendent til Aragoniens trone. Han blev efterfulgt som konge af sin ældste søn, Alfons
| Ferdinand 1.Huset TrastámaraFødt: 27. november 1380 Død: 2. april 1416 |                                         |                          |
| Titler som regent                                                      |                                         |                          |
| Foregående: Martin 1.                                                  | Konge af Aragonien 1412–1416            | Efterfølgende: Alfons 5. |
| Foregående: Martin 1.                                                  | Konge af Valencia 1412–1416             | Efterfølgende: Alfons 5. |
| Foregående: Martin 1.                                                  | Konge af Mallorca 1412–1416             | Efterfølgende: Alfons 5. |
| Foregående: Martin 1.                                                  | Konge af Sicilien 1412–1416             | Efterfølgende: Alfons 5. |
| Foregående: Martin 1.                                                  | Konge af Sardinien og Corsica 1412–1416 | Efterfølgende: Alfons 5. |
| Foregående: Martin 1.                                                  | Greve af Barcelona 1412–1416            | Efterfølgende: Alfons 5. |